# Jemeppe-sur-Sambre
Pour les articles homonymes, voir Jemeppe.
Jemeppe-sur-Sambre (en wallon Djimepe-so-Sambe) est une commune francophone de Belgique située en Région wallonne dans la province de Namur, ainsi qu'une localité où siège son administration.

## Géographie
Le village de Jemeppe se trouve à la confluence de l'Orneau et de l'ancien cours de la Sambre.
L'altitude minimale de la commune est relevée au début du bras de la vieille Sambre dans le zoning de Mornimont avec 84 m, l'altitude maximale étant de 206 m en haut de la rue du Rabot également à Mornimont, suivie de 190 m relevée à la rue Haute à Spy.

### Sections
D'une superficie totale de 46,80 km2, la commune englobe les sections suivantes:
| # | Nom                 | Superficie (km²) | Habitants (2020) | Habitants par km² | Code INS |
| - | ------------------- | ---------------- | ---------------- | ----------------- | -------- |
| 1 | Jemeppe-sur-Sambre  | 9,06             | 6.147            | 679               | 92140A   |
| 2 | Balâtre             | 4,30             | 625              | 145               | 92140B   |
| 3 | Saint-Martin        | 3,96             | 559              | 141               | 92140C   |
| 4 | Onoz                | 1,95             | 314              | 161               | 92140D   |
| 5 | Spy                 | 13,29            | 4.248            | 320               | 92140E   |
| 6 | Moustier-sur-Sambre | 5,09             | 2.661            | 523               | 92140F   |
| 7 | Mornimont           | 2,96             | 1.120            | 378               | 92140G   |
| 8 | Ham-sur-Sambre      | 6,35             | 3.426            | 540               | 92140H   |

### Communes limitrophes
| Sombreffe   | Gembloux           |                |
| Sambreville | Jemeppe-sur-Sambre | Namur Floreffe |
|             | Fosses-la-Ville    |                |

## Démographie

### Démographie: Avant la fusion des communes
- Source: DGS recensements population

### Démographie: Commune fusionnée
En tenant compte des anciennes communes entraînées dans la fusion de communes de 1977, on peut dresser l'évolution suivante :
Les chiffres des années 1831 à 1970 tiennent compte des chiffres des anciennes communes fusionnées.
- Source: DGS , de 1831 à 1981=recensements population; à partir de 1990 = nombre d'habitants chaque 1 janvier[2]

## Histoire

### Antiquité et époque médiévale
D'abord graphiée Gamapio en 751, puis Gamaches (1065) (forme picarde, cf. Gamaches), Gammappio (1122), Gimeppe (1209), Jimepia (1212) et enfin Gymeppe-sor-Sambre en 1270, Jemeppe-sur-Sambre devra attendre le XIVe siècle pour qu'une orthographe soit fixée et obtenir son nom définitif.
La commune fut occupée dès le paléolithique, comme le montrent les restes humains retrouvés dans la grotte de Spy, soit 35 000 ans avant notre ère.
C'est ensuite à l'âge du fer que les indices mènent dans la zone de Froidmont, puis sous le règne de Pépin le bref au VIIe siècle, Moustier tournera une page de son histoire avec le don de l'actuelle place communale à une abbaye de femmes. Suivit un monastère qui, par déformation, lui donnera son nom, Moustier étant un doublet du mot moderne monastère.

### Temps Modernes
L'agriculture de la région donnait blé, avoine, épeautre, lin, puis pomme de terre (1770) et même un vignoble (1649). Les moulins du Goyet et d'Onoz assuraient aux céréales une croissance idéale.
La Sambre proche a de tout temps été un atout commercial et la route Namur-Mons assurait un passage et un apport en ressources. Mais aussi l'export de l'extraction du grès et du calcaire des communes de Spy en 1336, Balâtre en 1340 et Onoz vers 1700. Bois de chauffage, charbon, fer et houille furent également extraits en masse aux XVe et XVIe siècles.

### AuXIXesiècle
En plus de ses voies naturelles de transport, en 1828 vont se développer dans toute la vallée de la Sambre les chemins de fer. Ainsi passeront par nos communes encore distinctes la voie ferrée Charleroi-Namur en 1843, puis la ligne Jemeppe-Gembloux le long de l'Orneau en 1877.
Aujourd'hui, ne sont plus desservies que les gares de Jemeppe et de Moustier, Ham ne possédant que deux quais et deux abris en mauvais état et la gare de Jemeppe-Froidmont n'étant plus desservie depuis plusieurs dizaines d'années.
Avec l'industrialisation et l'arrivée des usines Solvay (1898) et l'ouverture d'une glacerie à Moustier (1883) qui deviendra Glaverbel (1931), puis beaucoup plus tard (2007) AGC Flatglass, la population de la région va se diversifier et fortement augmenter, puisque la croissance n'atteindra pas moins de 220 % entre 1846 et 1970.

### L'invasion allemande de 1914
Lors de la Première Guerre mondiale, dans le cadre du plan Schlieffen, l'armée allemande avait pour objectif de vaincre rapidement la France afin de concentrer ensuite ses forces contre la Russie. En pénétrant dans le territoire belge, les soldats se livrèrent à des atrocités à l'encontre des populations civiles : les cas de Jemeppe-Sur-Sambre, bien que non représentatif de l'horreur que vécurent certaines « villes-martyrs » comme Andenne ou Tamines, est un bon exemple des crimes commis à petite échelle par certains régiments de l'armée allemande.
Le 21 août 1914, dès 7 heures du matin, les premiers éclaireurs allemands arrivent sur les hauteurs nord de Jemeppe. Jusqu'à midi, ils avancent vers le « «Bois carré », à l'ouest de la ville, où ils creusent des tranchées. Dans l'après-midi, alors que les soldats allemands de plus en plus nombreux sont engagés sur la route de Ham, ils sont arrêtes par une fusillade, provenant du pont de Ham où les derniers soldats français s'étaient repliés peu avant leur arrivée. Cet épisode pourrait être considéré comme un des facteurs qui ont augmenté la nervosité des soldats, élément expliquant en partie les crimes commis par ces derniers à Andenne, ou Spontin, et peut-être également à Jemeppe-Sur-Sambre.
Vers 14 heures, plusieurs milliers de détachements allemands arrivent au centre du village de Jemeppe. Sur la route, ils demandent à un homme s'il reste des Français dans le village : sa réponse est négative. Ils l'obligent ensuite à se joindre à d'autres civils qu'ils ont capturés comme otages. Une fois arrivés sur la voie ferrée, éclate une fusillade dirigée par les Français. Firmin Dussart, l'homme à qui ils avaient demandé des informations, est dès-lors considéré comme un traître et est condamné à mort après être comparu devant un conseil de guerre, tenu sur la place communale. Il sera fusillé le lendemain.
Débouchant sur la place communale, les Allemands capturent également le curé (l'abbé Gillain), l'accusant d'avoir tiré, et après avoir fouillé sa demeure, l'emmènent avec eux et s'en servent comme bouclier humain.
Les otages sont emmenés d'abord au cimetière, alors que les Français tiraillent du pont de Ham. Là, ils sont rejoints par d'autres groupes de prisonniers venus des villages avoisinants. Disposés en ligne et exposés aux tirs français, ils sont ensuite conduits dans une maison où ils peuvent s'asseoir. Un deuxième groupe d'une trentaine d'otages est concentré dans un pré vers 17 heures, mais tous ses membres seront relâchées la nuit venue. Les combats s’enchaînent tout au long de la journée pour tenter de soustraire aux Français le pont de Ham, sans succès : vers 20 heures, ceux-ci cessent. Les otages passent la nuit dans des conditions horribles, enfermées à 150 dans une pièce de 33 mètres carrés et sans avoir la possibilité de sortir, ni même de s'allonger. Après avoir utilisé les otages aux mêmes escients que le jour précédent, les soldats allemands les emmenèrent à la gare de Froidmont. Le lendemain, après avoir pillé une grande partie des maisons des environs, ils poursuivent vers Ham, et peuvent passer le pont à la suite du repli des Français. Obligeant les prisonniers à les suivre jusque Nèvremont, ils les libèrent après avoir constaté que les Français s'étaient à nouveau repliés.
Au cours des journées de vendredi 21, samedi 22 et dimanche 23 août, ont été recensées 11 victimes civiles. Outre Firmin Dussart, accusé de traîtrise et fusillé, d'autres civils ont été tués, sans procès, pour avoir résisté de quelques manières aux soldats allemands. Selon certains témoins, comme Me Gennart-Mercier, la sœur d'une des victimes, les soldats se seraient parfois acharnés sur les cadavres par des coups de baïonnette. Ont été recensés 14 maisons incendiées, les soldats interdisant aux civils de s'approcher pour éteindre les flammes. À la demande des frères Lanzony, dont la maison fut brûlée alors qu'ils étaient pris en otage avec les autres, un sergent allemand – qui parlait wallon – aurait expliqué que ces incendies servaient à « indiquer au reste de l'armée l'endroit où [ils étaient] arrivés ». Enfin, environ 180 personnes ont été prises en otage du 21 au 23 août 1914, et ont été utilisées comme bouclier humain pour permettre aux troupes allemandes de passer le pont de la Sambre,.

### AuXXesiècle
Entre Jemeppe-sur-Sambre et Moustier, le cours de la Sambre canalisée est rectifié au milieu des années 1960 avec la création d'une profonde tranchée entre Jemeppe-sur-Sambre et Ham-sur-Sambre. Ce changement du cours de la Sambre devait à la fois faciliter le transit fluvial et limiter les inondations en période de crue. Le cours primitif de la Sambre, appelé "Vieille Sambre" n'a été qu'en partie comblé, il en subsiste une série d'étangs. Un haut pont routier, utilisé par la N923, franchit cette tranchée.

### Seconde Guerre mondiale
Pendant l'été de 1944, la Mission Marathon était chargée d'héberger des aviateurs alliés dans la forêt d'Ardenne. Plusieurs de ces aviateurs abattus en territoire occupé ont été amenés de Bruxelles vers Namur à vélo. Accompagnés  par un guide, cycliste comme eux, ils suivaient un itinéraire passant par Nil-Saint-Vincent. Sur cet itinéraire, ils trouvaient du repos et du ravitaillement à la Ferme du Fayat, sur le territoire de la commune de Jemeppe-sur-Sambre. Ils poursuivaient alors leur périple jusqu'à Spy où ils pouvaient passer la nuit. Le lendemain, ils étaient pris en charge par des guides namurois, avant de continuer leur périple vers les camps en Ardenne : Beffe, Acremont, Porcheresse (Daverdisse), La Cornette (Bouillon), Villance et  Bohan.

## Héraldique
|  | La ville possède des armoiries qui lui ont été octroyées le 29 mai 1996. Elles sont inspirées des armoiries des derniers seigneurs de Jemeppe-sur-Sambre, la famille le Roose. Blasonnement : De gueules au chevron accompagné de trois roses, le tout d'argent. - Délibération communale : 26 octobre 1995 - Arrêté royal : 29 mai 1996 |

## Politique et administration

### Conseil et collège communal 2024-2030
| Collège communal  |                     |                                           |
| ----------------- | ------------------- | ----------------------------------------- |
| Bourgmestre       | Jean-Luc Evrard     | Jemeppe Ensemble Maintenant               |
| 1er échevin       | Vincent Vanrossomme | MR - Jemeppe Ensemble Maintenant          |
| 2e échevine       | Céline Moureaux     | Jemeppe Ensemble Maintenant               |
| 3e échevine       | Justine Honnay      | Jemeppe Ensemble Maintenant               |
| 4e échevin        | Axel Cambron        | Jemeppe Ensemble Maintenant               |
| 5e échevine       | Sylvianne Maes      | Jemeppe Ensemble Maintenant               |
| Président du CPAS | José Delvaux        | Les Engagés - Jemeppe Ensemble Maintenant |

## Patrimoine, curiosités et vie culturelle

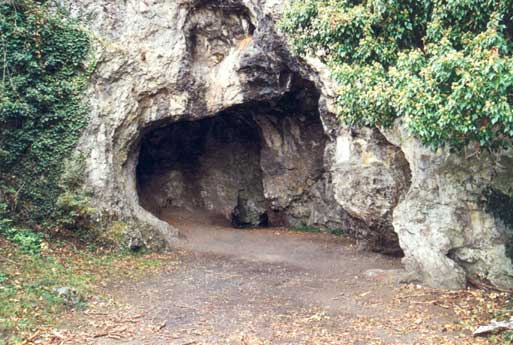
La grotte de Spy.

### Patrimoine architectural
- Eglise Saint-Martin. Construite en 1842 en style néo-gothique par l'architecte Suys[18].
- Chapelle Notre-Dame de la Visitation, située au hameau de Grand-Bois, rue des Trois Frères Servais. Edifice construit en 1970 par l'architecte Collard-Bovy[19].
- Amicale Solvay, immeuble semblable à celui de Couillet, située rue du Brulé.
- Le château-ferme de Balâtre (XIIIe – XVIe siècle)[20].
- Le donjon de Villeret à Saint-Martin.
- Le château de Mielmont se trouve à Onoz. Datant du XIIe siècle, cette splendide construction dominant la vallée semble accrochée aux rochers lui donnant un plan assez irrégulier, sans lui enlever son imposante stature que procurent ses quatre tours[21].
- Liste patrimoine immobilier classé de la commune.

#### Curiosités
- La grotte de Spy (en wallon li Bètche al Rotche, le Bec-aux-Roches) — classée au patrimoine majeur de Wallonie — est un massif rocheux ouvert en profondeur ayant abrité les sépultures de sujets néandertaliens datant du paléolithique. Elle se trouve dans le bois de Spy en surplomb de la vallée de l'Orneau.

## Vie économique
C'est dans la commune de Jemeppe-sur-Sambre que l'usine Solvay a choisi de s'installer en 1898.
Dans les sections de Moustier, Ham-sur-Sambre et Mornimont, se trouve la nouvellement nommée AGC Flatlglass Europe — anciennement Glaverbel — qui élut domicile à Jemeppe en 1883.
Un zoning économique (Jemeppe 2000) se trouve rue François Hittelet tandis que le complexe commercial du Baty des Puissances se situe en limite communale avec le quartier de la Sarthe d'Auvelais et qu'un zoning industriel déjà bien rempli mais toujours en croissance s'étend près de la vieille Sambre à Mornimont.

### Commerces
Le complexe commercial du Baty des Puissances est un zoning commercial.

## Vie associative et sports

### Sports
Le centre sportif situé rue St Martin à Jemeppe-sur-Sambre est un complexe regroupant un hall omnisports marqué au sol afin de permettre la pratique soit du mini-foot (un terrain) soit de basket-ball ou de volley (deux terrains pour ces dernières disciplines). On y trouve également 2 salles en étage (cours de danse et arts martiaux), 2 buvettes et 10 vestiaires. Dans le même complexe mais à l'extérieur, évolue le S.E. Jemeppe sur 2 terrains. On peut également s'exercer sur 4 terrains de tennis (2 synthétiques et 2 de terre battue), 1 de beach volley, 4 de pétanque, une plaine de jeux et un skatepark.
D'autres infrastructures sportives sont à disposition des Jemeppois au parc de l'Amicale Solvay qui offre à la section de Jemeppe, à disposition du public, un parc, une piscine, un terrain de football, des terrains de tennis, ainsi qu'un club de judo.
La section de Moustier-sur-Sambre offre elle aussi des infrastructures sportives, à savoir un terrain de football, 4 terrains de tennis (T.C. Moustier), un club de tennis de table (T.T.S.C. Moustier) et une plaine de jeux entourant la piscine communale rénovée récemment.

## Personnalités
- André-Marie Charue, 27e évêque de Namur, est né à Jemeppe-sur-Sambre en 1898.